# گیتار (فیلم)
«گیتار» (انگلیسی: The Guitar (film)) یک فیلم به کارگردانی ایمی ردفورد است که در سال ۲۰۰۸ منتشر شد.